# Magdalena Thuresson
Magdalena Thuresson, tidigare Schröder, född 20 september 1990 i Vällingby församling, Stockholms län, är en svensk politiker (moderat). Hon är riksdagsledamot sedan 2018. Före inträdet i riksdagen var hon VD-assistent på Amasten Holding AB.
Thuresson var distriktsordförande för Moderata Ungdomsförbundet i Stockholms län 2017–2018.
Hon är barnbarn till den tidigare riksdagsledamoten Margó Ingvardsson, som satt i riksdagen för dåvarande Vänsterpartiet kommunisterna mellan åren 1983 och 1991.